# Derafsh Kaviani

Bild av hur sassanidiska imperiets symbol kan ha sett ut.

Derafsh Kaviani (persiska: درفش کاویانی Derafš-e Kāvīāni) är Irans historiska riksbaner. Detta kungliga värdighetstecken blev under den sassanidiska dynastin (226-640 e. Kr.) riksbaner i form av en rikt utstyrd fana.
Enligt legenden var Derafsh Kaviani smeden Kavehs förkläde som tjänade som baner när han reste sig mot den demoniske tyrannen Zahhak och återvann friheten för de iranska folken. När Kaveh besegrat Zahhak blev Fereydun kung och lät smycka baneret med juveler. Därefter blev en symbol för iransk självständighet och kamp mot utländsk tyranni.
Derafsh Kaviani består av en stjärna i mitten som symboliserar lycka. När araberna invaderade Iran på 600-talet hamnade riksbaneret i kalifen Umars händer. Umar brände baneret efter att han avlägsnat juvelerna. I Irans nationalepos Shahnama (Kungaboken) beskrivs Zahhak därför som en ondskefull arab. I senare persisk litteratur blir sassanidernas riksbaner en symbol för persisk renässans och ett återupplivande av de antika kungliga traditionerna.